# Елизабет Румънска
Елизабет Румънска (12 октомври 1894 – 14 ноември 1956 г.) е румънска принцеса и кралица на Гърция, съпруга на крал Георгиос II.

## Биография

### Произход
Елизабет е родена в замъка Пелеш, Румъния, като Елизабет Карлота Жозефина Александра Виктория, принцеса на Румъния. Тя е дъщеря на румънския крал Фердинанд I и на принцеса Мария Единбургска.

### Кралица на Гърция
На 27 февруари 1921 г. в Букурещ Елизабет се омъжва за гръцкия принц Георгиос, който през 1922 г. е обявен за крал на Гърция, а Елизабет – за негова кралица. През 1923 г. обаче Георгиос II е детрониран и заедно със съпругата си е изгонен от страната, а на следващата година Гърция е обявена за република.

### Следващи години
Бракът на Елизабет и Георгиос II се оказва несполучлив и двамата се развеждат на 6 юли 1935 г. През ноември същата година монархията в Гърция е реставрирана и Геогиос II отново заема престола в Атина. Елизабет обаче не се връща в Гърция, а се установява в родната си Румъния, където живее до отмяната на монархията след Втората Световна война.
Бившата гръцка кралица е известна и с множество си любовни афери, като още преди да се омъжи тя поддържа връзка с Франк Ретигън (баща на английския драматург Терънс Ретигън), който заради това е изгонен от дипломатическата си длъжност.
След отмяната на монархията в Румъния, Елизабет емигрира във Франция, където умира през 1956 г. в Кан.
Приживе е била чута да казва: „През живота си успях да опитам от всички пороци без убийството, но не искам да умра без да съм извършила и това.“